# ジュピターズ・ムーン
『ジュピターズ・ムーン』（Jupiter holdja）は、2017年のハンガリー・ドイツのSFファンタジー映画。監督はコルネル・ムンドルッツォ、出演はジョンボル・イェゲルとメラーブ・ニニッゼなど。深刻化する移民やテロの問題を背景に、医療ミスで追い詰められた医師と、空中浮遊の能力に目覚めたシリア難民の少年との逃避行を描いている。
『ホワイト・ゴッド 少女と犬の狂詩曲』（2014年）に次いで、ムンドルッツォ監督が「信頼」について描く3部作の2作目である。
2017年5月に開催された第70回カンヌ国際映画祭のコンペティション部門に出品された。

## キャスト
- アリアン・ダシュニ: ジョンボル・イェゲル（ハンガリー語版） - シリア難民の少年。
- シュテルン・ガーボル医師: メラーブ・ニニッゼ - 医療ミスで追い詰められている医師。
- ラズロ: ギェルギ・ツセルハルミ（ハンガリー語版） - 国境警備隊の隊長。
- ヴェラ: モーニカ・バルシャイ（ハンガリー語版） - シュテルンの恋人で元同僚の医師。

## 作品の評価

### 映画批評家によるレビュー
Rotten Tomatoesによれば、42件の評論のうち、高く評価しているのは50%にあたる21件であり、平均点は10点満点中5.5点、批評家の一致した見解は「『ジュピターズ・ムーン』はエネルギッシュなスタイルで輝いているが、一連のアイデアをブラブラとさまよって話が脱線しており、さほど明確な山場がない。」となっている。
Metacriticによれば、10件の評論のうち、高評価は1件、賛否混在は9件、低評価はなく、平均点は100点満点中56点となっている。

### 受賞歴
- シッチェス・カタロニア国際映画祭2017 ファンタスティック・コンペティション部門最優秀作品賞、視覚効果賞[7]、タイムマシーン賞[8]
- ファンタスティック・フェスト2017 ファンタスティック部門最優秀監督賞[9][8]
- 第45回ノルウェー国際映画祭 アンドレア・エキュメニカル賞[8]
- ストレンジ・フェスティバル2017 ヌーヴォ・ジャンルグランプリ[8]
- オーステンデ映画祭2017 最優秀撮影賞[8]
- バトゥミ国際映画祭2017 最優秀男優賞[8]
- マナキ兄弟映画祭 ゴールデン・カメラ300[8]